# Viorel Moldovan
Viorel Dinu Moldovan (ur. 8 sierpnia 1972 w Bystrzycy) – rumuński piłkarz grający na pozycji napastnika. Trener piłkarski.

## Kariera klubowa
Moldovan pochodzi z Bystrzycy. Piłkarską karierę rozpoczął w tamtejszym małym klubie Viitorul Bystrzyca. Następnie rozpoczął treningi w Glorii Bystrzyca i w 1990 roku stał się zawodnikiem pierwszej drużyny. W pierwszej lidze zadebiutował 21 października w przegranym 0:1 meczu z Petrolulem Ploeszti. W barwach Glorii z roku na rok zdobywał coraz więcej goli i w 1993 roku przeszedł do silniejszego Dinama Bukareszt. Tam występował przez dwa sezony i zdobył w nich odpowiednio 9 i 10 goli. Dwukrotnie zajął z Dinamem 3. miejsce w rumuńskiej ekstraklasie.
W 1995 roku Moldovan wyjechał z Rumunii i trafił do szwajcarskiego Neuchâtel Xamax. Grał tam przez jeden sezon i zdobył 19 goli, dzięki czemu wraz z Bułgarem Petyrem Aleksandrowem wywalczył tytuł króla strzelców. Po zajęciu 3. miejsca z Neuchâtel przeszedł do Grasshoppers Zurych, w którym powtórzył ten sukces. W całym sezonie zdobył aż 27 goli i drugi raz z rzędu był najlepszym strzelcem ligi szwajcarskiej. Natomiast w rundzie jesiennej sezonu 1997/1998 zaliczył 17 trafień w 19 spotkaniach i przyczynił się do wywalczenia tytułu mistrza kraju.
Na początku 1998 roku Moldovan wyjechał do Anglii. Jednak w drużynie Coventry City strzelił tylko jednego gola w 10 spotkaniach i po sezonie opuścił „Sky Blues”. Trafił do Turcji i podpisał kontrakt z Fenerbahçe SK. Tam stworzył atak z dwoma Bośniakami, Elvirem Baljiciem i Elvirem Boliciem. Zdobył 15 goli i zakończył sezon na 3. miejscu w lidze. W kolejnym sezonie strzelił 18 goli ligowych.
Latem 2000 Moldovan został piłkarzem francuskiego FC Nantes. W Ligue 1 zadebiutował 19 sierpnia w wygranym 3:2 spotkaniu z Olympique Marsylia. Dla Nantes strzelił 11 goli, a zespół w przedostatniej kolejce zapewnił sobie tytuł mistrza Francji, dzięki zwycięstwu 1:0 nad AS Saint-Étienne. W kolejnych dwóch sezonach grał jednak na rezerwie, a „Kanarki” zajmowały miejsca w środku tabeli. W 2003 roku wypożyczono go do Al-Wahda ze Zjednoczonych Emiratów Arabskich, a na drugą rundę sezonu 2003/2004 wrócił do Nantes i popisał się wysoką skutecznością, 11 razy trafiając do siatki w 12 meczach.
Latem 2004 Viorel przeszedł do Servette FC, ale już po pół roku wrócił do ojczyzny. Przeszedł do FCU Politehniki Timișoara, ale już na początku 2005 roku był zawodnikiem Rapidu Bukareszt. Wywalczył z nim wicemistrzostwo Rumunii, a rok później zajął 4. miejsce w lidze. Po sezonie zakończył piłkarską karierę. Obecnie jest dyrektorem sportowym w Unirei Urziceni.
| Sezon   | Klub                  | Kraj                         | Rozgrywki         | Mecze | Bramki |
| ------- | --------------------- | ---------------------------- | ----------------- | ----- | ------ |
| 1990/91 | Gloria Bystrzyca      | Rumunia                      | Divizia A         | 18    | 1      |
| 1991/92 | Gloria Bystrzyca      | Rumunia                      | Divizia A         | 25    | 4      |
| 1992/93 | Gloria Bystrzyca      | Rumunia                      | Divizia A         | 28    | 7      |
| 1993/94 | FC Dinamo Bukareszt   | Rumunia                      | Divizia A         | 28    | 9      |
| 1994/95 | FC Dinamo Bukareszt   | Rumunia                      | Divizia A         | 31    | 10     |
| 1995/96 | Neuchâtel Xamax       | Szwajcaria                   | Axpo Super League | 32    | 19     |
| 1996/97 | Grasshoppers Zurych   | Szwajcaria                   | Axpo Super League | 32    | 27     |
| 1997/98 | Grasshoppers Zurych   | Szwajcaria                   | Axpo Super League | 19    | 17     |
| 1997/98 | Coventry City         | Anglia                       | Premiership       | 10    | 1      |
| 1998/99 | Fenerbahçe SK         | Turcja                       | Superliga         | 27    | 15     |
| 1999/00 | Fenerbahçe SK         | Turcja                       | Superliga         | 25    | 18     |
| 2000/01 | FC Nantes             | Francja                      | Ligue 1           | 23    | 11     |
| 2001/02 | FC Nantes             | Francja                      | Ligue 1           | 17    | 5      |
| 2002/03 | FC Nantes             | Francja                      | Ligue 1           | 17    | 4      |
| 2003    | Al-Wahda              | Zjednoczone Emiraty Arabskie | UAE League        | ?     | ?      |
| 2003/04 | FC Nantes             | Francja                      | Ligue 1           | 12    | 11     |
| 2004/05 | Servette FC           | Szwajcaria                   | Axpo Super League | 13    | 3      |
| 2004/05 | Politehnica Timișoara | Rumunia                      | Divizia A         | 11    | 2      |
| 2005/06 | Politehnica Timișoara | Rumunia                      | Divizia A         | 12    | 6      |
| 2005/06 | Rapid Bukareszt       | Rumunia                      | Divizia A         | 13    | 8      |
| 2006/07 | Rapid Bukareszt       | Rumunia                      | Divizia A         | 28    | 7      |

## Kariera reprezentacyjna
W reprezentacji Rumunii Moldovan zadebiutował 22 września 1993 roku w wygranym 1:0 meczu z Izraelem. Swojego pierwszego gola w kadrze zdobył 24 kwietnia 1996 w towarzyskim spotkaniu z Gruzją (5:0), w którym ustrzelił hat-tricka. W tym samym roku wystąpił we dwóch meczach kadry narodowej na Euro 96: obu przegranych po 0:1 z Francją i Bułgarią. 2 lata wcześniej był już w kadrze Rumunii na Mistrzostwach Świata w USA, jednak nie wystąpił w żadnym spotkaniu.
W 1998 roku Moldovan został powołany przez Anghela Iordănescu na Mistrzostwa Świata we Francji. Tam był podstawowym zawodnikiem drużyny i zagrał w czterech meczach: wygranym 1:0 z Kolumbią, wygranym 2:1 z Anglią (zdobył gola w 47. minucie), zremisowanym 1:1 z Tunezją (gol w 68. minucie) i przegranym 0:1 z Chorwacją. W 2000 roku wystąpił na Euro 2000. Jego dorobek to cztery spotkania: z Niemcami (1:0 i gol w 5. minucie), z Portugalią, z Anglią (3:2) i ćwierćfinale z Włochami (0:2). W kadrze występował do 2005 roku. Wystąpił w niej 70 razy i strzelił 26 goli.